# Ken Ochiai
Ken Ochiai, tên tiếng Nhật là 落合賢  (sinh ngày 31 tháng 5 năm 1983) là một đạo diễn phim, nhà biên kịch phim, nhà sản xuất phim và người Nhật. Anh được biết đến là một trong những đạo diễn trẻ tài năng đoạt khá nhiều giải thưởng tại nhiều Liên hoan phim quốc tế. Các tác phẩm của Ken Ochiai tại nhiều liên hoan phim quốc tế được đánh giá cao về sự sáng tạo, chỉn chu, thông điệp mang tính nghệ thuật và nhân văn.
Tại Nhật Bản, Ken Ochiai có một số phim được giới phê bình đánh giá cao, điển hình như: Ninja The Monster, Dance! Dance! Dance!... Đây là hai phim mà Ken Ochiai hợp tác với ngôi sao nổi tiếng Dean Fujioka. Với bộ phim Half Kenneth, Ken Ochiai đã nhận được giải thưởng uy tín nhất của giới làm phim tại Mỹ. Anh còn sở hữu một gia tài các phim ngắn với nhiều giải thưởng khác nhau.
Còn tại Việt Nam, Ken Ochiai được biết đến là một trong những đạo diễn người nước ngoài hiếm hoi có phim được công chiếu và được nhiều khán giả yêu thích.
Bộ phim đầu tiên của Ken Ochai tại thị trường Việt Nam là "Vệ sĩ Sài Gòn" được đánh giá là làm tốt hơn nhiều lần so với tác phẩm cùng chủ đề vệ sĩ ra mắt trước đó như "Vệ sĩ, tiểu thư và chàng khờ", cũng do CGV phát hành. Làm phim hành động hài ở Việt Nam không dễ vì dòng hài nhảm bùng phát thời gian trước đã làm khán giả chán ngán. Họ bị mất niềm tin và hiện mặn mà với thể loại tình cảm nhân văn hơn. Việc chọc cho khán giả cười một cách tự nhiên nhất là điều khó khi làm phim thể loại này. Và phim "Vệ sĩ Sài Gòn" phần nào làm được cái khó đó.
Năm 2018, "Hồn papa, da con gái" do Ken Ochiai chuyển thể và làm đạo diễn. Anh cho biết đây là một cơ hội lớn để anh một lần nữa được làm việc với ekip làm phim chuyên nghiệp của Việt Nam. Đặc biệt là Ken Ochiai luôn biết ơn sự trợ giúp và hợp tác sản xuất của hãng phim Chánh Phương, đặc biệt là đạo diễn - nhà sản xuất Charlie Nguyễn. Bởi trong bộ phim này, anh nhận được khá nhiều góp ý và hỗ trợ từ ekip Việt Nam và Charlie Nguyễn - nhà sản xuất của bộ phim.
Tháng 9 năm 2019, bộ phim Hồn Papa Da Con Gái do ông đạo diễn là phim Việt Nam đầu tiên được công chiếu rộng rãi tại Hàn Quốc. Đây là một tín hiệu vô cùng khả quan cho nền điện ảnh nước nhà khi có nhiều phim Việt Nam được khán giả quốc tế quan tâm và theo dõi. Tháng 11 năm 2019, bộ phim này công chiếu tại Nhật Bản.

## Tiểu sử
Sinh ra tại Tokyo (Nhật Bản), bắt đầu thực hiện bộ phim đầu tay vào năm 12 tuổi. Ngay sau khi tốt nghiệp trung học, anh sang Mỹ và theo học chuyên ngành sản xuất phim tại trường nghệ thuật và điện ảnh University of Southern California hay còn gọi là Đại học Nam California, Los Angeles. Sau khi tốt nghiệp USC, Ken Ochiai tiếp tục theo học Thạc Sỹ chuyên ngành về đạo diễn tại American Film Institute Conservatory.
Sau khi tốt nghiệp, anh sống và làm việc chủ yếu tại Los Angles (Mỹ) như một nhà làm phim độc lập. Anh là người sáng lập ra hãng phim  Photosynth Entertainment.
Những người đam mê phim sẽ không có xa lạ với cái tên một đạo diễn trẻ tuổi có một bề dày thành tích cho hơn chục phim với nhiều giải thưởng quốc tế có uy tín  với các phim Half Kenneth, Uzumasa Limelight,. Với bộ phim Half Kenneth, Ken Ochiai đã nhận được giải thưởng uy tín nhất của giới làm phim tại Mỹ chính là "Giải thưởng của Hiệp hội đạo diễn Hoa Kỳ". Năm 2014, bộ phim Uzumasa Limelight  do Ken thực hiện gây ấn tượng mạnh tại LHP Heartland và Dragon Film Festival.
Tính đến nay, Đạo diễn – NSX Ken Ochiai được nhắc đến là một trong những đạo diễn từng thực hiện hàng chục bộ phim ngắn đoạt giải quốc tế. Anh đã có hơn 14 giải thưởng và 5 đề cử tại nhiều liên hoan phim quốc tế.
Sau nhiều lần đến Việt Nam, Ken Ochiai cùng ekip của mình thực hiện bộ phim đầu tiên tại Việt Nam là Vệ sĩ Sài Gòn. Bộ phim là sản phẩm hợp tác giữa Việt Nam, Canada và Thụy Điển với sự tham gia của đạo diễn người Nhật Ken Ochiai, nhà sản xuất từng giành giải Oscar Niv Fichman và dàn sao Việt "đình đám": Thái Hòa, Kim Lý, B Trần, Chi Pu, Diễm My, Khương Ngọc, Diệp Lâm Anh...
Mặc dù là người Nhật, hoạt động và làm việc ở nền điện ảnh Mỹ nhưng ba năm trở lại đây Ken Ochiai có một sự gắn kết khá đặc biệt với Việt Nam.] Bộ phim thứ hai Hồn papa da con gái của anh đã mang đến cho người xem những cái nhìn mới về phong cách làm phim hiện đại, chỉn chu. Mỗi bộ phim của Ken Ochiai luôn mang đến với nhiều gia đình và người trẻ sống xa xứ bằng những thông điệp nhân văn trở về nguồn cội, gia đình và tạo sự thấu hiểu cũng như kết nối các thành viên với nhau. Nếu ai đã từng xem những phim ngắn của Ken Ochiai trên Vimeo sẽ nhận ra một trong những yếu tố khá đặc biệt trong các bộ phim này, đó chính là sự kết hợp hoàn hảo giữa âm nhạc, hình ảnh đầy cảm xúc để truyền tải một thông điệp rõ ràng.
Năm 2019, Ken Ochiai là một trong 3 vị Ban Giám Khảo chính cho Dự án làm phim ngắn 48 Giờ tại Việt Nam. Anh được báo chí nhắc đến rất nhiều trong vai trò này bởi cách chấm điểm đúng tiêu chí quốc tế, nhận xét khá đúng về chất lượng phim. Sự kiện trao giải của cuộc thi này, Ken Ochiai đã trở về Việt Nam để tham dự.

## Sự nghiệp
Ken Ochiai đã đạo diễn 22 phim điện ảnh thuộc nhiều thể loại, ngoài ra anh còn là biên kịch của 14 phim. Tính đến năm 2019, Ken Ochiai đã có 14 giải thưởng và 5 đề cử cho các tác phẩm của mình.
Trong danh sách 19 phim chiếu rạp được dự thi giải Cánh diều 2016, Vệ sĩ Sài Gòn (đạo diễn Ken Ochiai) là một phim đình đám, nhưng không được phép tranh giải phim hay nhất và đạo diễn xuất sắc nhất, vì đây là sản phẩm của người nước ngoài.
Đạo diễn: 22 phim, Biên kịch: 14 phim, Nhà sản xuất: 8 phim
| Năm  | Tên Phim                                          | Vai trò  | Vai trò      | Vai trò   | Thể loại      |                                                       | Thành tích                                                             | Thành tích              | Ghi chú                                                                 |
| ---- | ------------------------------------------------- | -------- | ------------ | --------- | ------------- | ----------------------------------------------------- | ---------------------------------------------------------------------- | ----------------------- | ----------------------------------------------------------------------- |
|      |                                                   | Đạo diễn | Nhà sản xuất | Biên Kịch |               | Liên hoan phim                                        | Giải thưởng                                                            | Đề cử                   |                                                                         |
| 2019 | Angel Sign (segment "Beginning and Farewell")     | Có       |              |           |               |                                                       |                                                                        |                         |                                                                         |
| 2018 | Hồn Papa Da Con Gái                               | Có       | Có           | Có        |               |                                                       |                                                                        |                         | Diễn viên đóng vai: Yamamoto. Đánh giá:Bộ phim mang thông điệp gia đình |
| 2018 | Cinema Fighters (segment "SWAN SONG")             | Có       |              | Có        |               |                                                       |                                                                        |                         |                                                                         |
| 2016 | Vệ Sỹ Sài Gòn (Saigon Bodyguards)                 | Có       |              | Có        |               | Cánh Diều Vàng                                        |                                                                        | Đề cử đạo diễn xuất sắc |                                                                         |
| 2015 | Dosukoi myûjikaru                                 | Có       |              | Có        | Phim ngắn     | Asian Film Festival of Dallas                         | Best Overall Short - Jury Award                                        |                         |                                                                         |
| 2015 | Ninja the Monster                                 | Có       |              |           |               |                                                       |                                                                        |                         |                                                                         |
| 2015 | Juliet Juliet - The Sound of Love Musical (Short) | Có       |              | Có        | Phim ngắn     | VC FilmFest - Los Angeles Asian Pacific Film Festival | New Directors/New Visions Award                                        | Golden Reel Award       |                                                                         |
| 2014 | Dance! Dance! Dance!                              | Có       |              |           |               |                                                       |                                                                        |                         |                                                                         |
| 2014 | Uzumasa raimuraito                                | Có       |              | Có        |               | Fantasia Film Festival                                | Best Feature Cheval Noir                                               |                         |                                                                         |
| 2013 | Werecat                                           | Có       | Có           | Có        | Phim ngắn     |                                                       |                                                                        |                         |                                                                         |
| 2013 | Keshigomuya                                       | Có       |              | Có        | Phim ngắn     | Action/Cut Short Film Competition                     | Short Film Award                                                       | Semi-Finalist           |                                                                         |
| 2013 |                                                   |          |              |           |               | WorldFest Houston                                     | Grand Award - Short Subject Films and Videos - Live Action - Narrative |                         |                                                                         |
| 2013 | Taigâ masuku                                      | Có       |              | Có        |               |                                                       |                                                                        |                         |                                                                         |
| 2012 | One Night Stand                                   |          | Có           |           |               |                                                       |                                                                        |                         |                                                                         |
| 2011 | Blood Ties                                        | Có       | Có           | Có        | (Video short) |                                                       |                                                                        |                         |                                                                         |
| 2011 | It's a Kid's World (segment "Half Kenneth")       | Có       |              |           |               | Rome International Film Festival, USA                 | Festival Award - Narrative Short - US                                  |                         |                                                                         |
| 2011 | It's a Kid's World (segment "Half Kenneth")       |          |              |           |               | Los Angeles FirstGlance Film Festival                 | Short Drama                                                            |                         |                                                                         |
| 2011 | Miyuki no fuurin                                  | Có       | Có           | Có        | Phim ngắn     | Los Angeles FirstGlance Film Festival                 | Best International Short                                               |                         |                                                                         |
| 2011 | A Moment of Youth (segment "Frog in the Well")    | Có       |              |           | Phim ngắn     |                                                       |                                                                        |                         | Diễn viên chính                                                         |
| 2010 | The World of Mockbusters (TV Movie documentary)   | Có       |              |           | Phim ngắn     |                                                       |                                                                        |                         |                                                                         |
| 2010 | Frog in the Well                                  | Có       | Có           | Có        | Phim ngắn     | Fort Collins TriMedia Festival                        | Best International Film                                                |                         | Diễn viên chính                                                         |
|      | Frog in the Well                                  |          |              |           |               | Philadelphia Asian American Film Festival             | Festival Prize - Best Narrative Film                                   |                         |                                                                         |
|      | Lucky Lotus                                       | Có       |              |           | Phim ngắn     |                                                       |                                                                        |                         |                                                                         |
| 2009 | Half Kenneth                                      |          |              |           |               | Ft. Lauderdale International Film Festival            | Nominee - International Student Competition                            |                         |                                                                         |
| 2009 | Half Kenneth                                      | Có       | Có           | Có        | Phim ngắn     | CINE Competition                                      | Student Division: Entertainment - Drama - CINE Golden Eagle            |                         |                                                                         |
| 2009 | Half Kenneth                                      | Có       | Có           | Có        | Phim ngắn     | DGA Student Awards                                    | Best Asian American Student Filmmaker - West Coast - Jury Prize        |                         |                                                                         |
| 2009 | The 8th Samurai                                   |          | Có           |           | Phim ngắn     |                                                       |                                                                        |                         |                                                                         |
| 2008 | Express 831                                       | Có       |              | Có        | Phim ngắn     |                                                       |                                                                        |                         |                                                                         |
| 2006 | Phoenix                                           | Có       |              | Có        | Phim ngắn     |                                                       |                                                                        |                         |                                                                         |
| 2006 | Heartless                                         |          | Có           |           | Phim ngắn     |                                                       |                                                                        |                         |                                                                         |